# Most 25. maj
Most 25. maj, doslova Most 25. května (v srbské cyrilici Мост 25. мај) je silniční most přes řeku Dunaj, který spojuje Srbsko a Chorvatsko mezi městy Bačka Palanka (na severní, srbské straně) a Ilok (na jižní, chorvatské straně). Na srbské straně končí na mostě silnice M18 a na chorvatské silnice D2.
Most se nachází na říčním kilometru 1297. Jeho délka činí 825 m. Slavnostně byl otevřen v roce 1974 za přítomnosti jugoslávské hlavy státu, Josipa Broze Tita. Datum 25. května v názvu mostu odkazuje na Den mládeže, který se slavil v SFRJ na narozeniny Josipa Broze Tita každý 25. květen. Slavnostní otevření betonového mostu s jedním jízdním pruhem v každém směru bylo veřejnou událostí, které se účastnilo na 70 000 lidí. Na výstavbu mostu bylo použito 7 300 m3 betonu, 2300 tun oceli a celkem stála jeho realizace 110 milionů tehdejších jugoslávských dinárů.
Od roku 1991 se po odtržení Chorvatska od Jugoslávie stala hranice svazových republik, která prochází středem řeky Dunaje, hranicí státní. Na obou stranách mostu byly proto vybudovány hraniční přechody. Dne 4. dubna 1999 byl poškozen během bombardování Svazové republiky Jugoslávie letectvem NATO. Most byl následně rekonstruován a znovuotevřen dne 30. dubna 2002.